# كراتون الأمازون

الموقع التقريبي لكراتونات الحقبة الطلائع الوسطى (أقدم من 1.3مليار سنة) في أمريكا الجنوبية وأفريقيا. يتم عرض شظايا ساو لويس ولويس ألفيس (البرازيل) ، لكن ليس كراتون أريكويبا-أنتوفالا، وكراتون الصحراء، وبعض الكراتونات الأفريقية الصغيرة. إصدارات أخرى تصف درع غيانا مفصولة عن درع الأمازون بواسطة الاكتئاب.

كراتون الأمازون هو إقليم جيولوجي يقع في أمريكا الجنوبية. يحتل جزءًا كبيرًا من الجزء الأوسط والشمالي والشرقي من القارة. يشكل درع غيانا ودرع البرازيل المركزي (درع غوابوري) الجزئين الشمالي والجنوبي من الأجزاء الظاهرة من الصخور. تقع منطقة صدع الأمازون بين الدرعين، وهي منطقة ضعف داخل الكراتون. أصغر عصي من صخور ما قبل الكمبري جنوب درع الأمازون هما كراتون ريو دي لا بلاتا وكراتون ساو فرانسيسكو، التي تقع إلى الشرق.
يُعتبر نهر ريو آبا كاراتون على الحدود بين باراغواي والبرازيل من المرجح أن يكون الجزء الجنوبي من كراتون الأمازون. تم تشويه صخور ريو آبا والتي خلال حركة سانسانس الأوريجينية.
وقد أشير إلى أن أواخر حقبة الطلائع الوسطى - حقبة الطلائع الحديثة المبكرة الذين تتراوح أعمارهم بين الحركة الأوريجينية السفيكونرويجيةفي فينوسكنديا كان يمكن أن يسببه التصادم القاري بين كراتون الأمازون وبلطيقا . ويفتح التساؤل عن إذا ما كانت تيران تيليماركيا في النرويج مستمدة من كراتون الأمازون، لكن حتى هذا الاحتمال لا يعني بالضرورة أن هناك تصادم القاري.